# チェンバーズ郡 (テキサス州)
チェンバーズ郡（Chambers County）は、アメリカ合衆国テキサス州の郡である。人口は4万6571人（2020年）。郡庁所在地はAnahuacである。名称はテキサス州初期の弁護士「トーマス・ジェファーソン・チェンバーズ」に由来している。

## 地理

テキサス州内の位置

アメリカ合衆国統計局によると、この郡は総面積2,258 km2 (872 mi2) である。このうち1,552 km2 (599 mi2) が陸地で706 km2 (273 mi2) が水地域である。総面積の31.27%は水地域となっている。

### 隣接する郡
- リバティー郡  (北)
- ジェファーソン郡  (東)
- ガルベストン郡  (南西)
- ハリス郡  (西)

## 人口動勢
2000年の国勢調査で、この郡は人口26,031人、9,139世帯、及び7,219家族が暮らしている。人口密度は17/km2 (43/mi2) である。7/km2 (17/mi2) の平均的な密度に10,336軒の住宅が建っている。この郡の人種的な構成は白人81.88%、アフリカン・アメリカン9.77%、先住民0.48%、アジア0.67%、太平洋諸島系0.00%、その他の人種6.02%、及び混血1.18%である。ここの人口の10.79%はヒスパニックまたはラテン系である。
この郡内の住民は28.90%が18歳未満の未成年、18歳以上24歳以下が8.20%、25歳以上44歳以下が29.90%、45歳以上64歳以下が24.00%、及び65歳以上が9.00%にわたっている。中央値年齢は35歳である。女性100人ごとに対して男性は100.60人である。18歳以上の女性100人ごとに対して男性は99.80人である。
この郡内の世帯ごとの平均的な収入は47,964米ドルであり、家族ごとの平均的な収入は52,986米ドルである。男性は43,351米ドルに対して女性は25,478米ドルの平均的な収入がある。この郡の一人当たりの収入 (per capita income) は19,863米ドルである。人口の11.00%及び家族の8.30%は貧困線以下である。全人口のうち18歳未満の13.30%及び65歳以上の12.60%は貧困線以下の生活を送っている。

## 都市及び町
- モントベルヴュー
- ビーチシティ
- Anahuac（郡庁所在地）
- Cove
- Highlands
- Old River-Winfree
- Seabrook
- Shoreacres
- Stowell
- Winnie
- ベイタウン（小部分）